# 1925年体育
请参看：
- 1925年
- 1925年电影
- 1925年文学
- 1925年音乐
- 1925年台灣

## 大事記

### 4月至6月
- 5月16日－Flying Ebony 贏得肯塔基打比冠軍。

## 棒球
- 美國職棒大聯盟世界大賽：。

## 足球
主條目：1925年足球
- 英格兰足球联赛 – 哈德斯菲尔德足球俱乐部 58分, 西布罗姆维奇足球俱乐部 56, 博尔顿足球俱乐部 55, 利物浦足球俱乐部 50, 贝里足球俱乐部 49, 纽卡斯尔联足球俱乐部 48
- 1925年足總杯決賽（英语：1925 FA Cup Final） – 谢菲尔德联足球俱乐部 1–0 卡迪夫城足球俱乐部，比賽地點位於温布利球场

## 賽馬
- 第50屆肯塔基打比 
  - 冠軍：Flying Ebony 。